# سیلسدن
latitudeسیلسدنlongitudeسیلسدن
سیلسدن (به انگلیسی: Silsden) یک شهرک در بریتانیا است که در انگلستان واقع شده‌است.

## خصوصیات
سیلسدن ۷٬۹۹۹ نفر جمعیت دارد.